# Вилхелм фон Хахберг-Заузенберг
Вилхелм фон Хахберг-Заузенберг (на немски: Wilhelm von Hachberg-Sausenberg, * 1406, † 15 август 1482) е маркграф на Хахберг-Заузенберг от 1428 до 1441 г.

## Биография
Той е най-малкият син на маркграф Рудолф III (1343 – 1428) и Анна фон Фрайбург-Нойенбург (1374 – 1427).
Вилхелм последва баща си през 1428 г. Той разширява замък Заузенбург. През 1432 г. той получава църкви и територии. Чрез своя братовчед Йохан фон Фрайбург-Нойенбург той получава достъп до двора на херцога на Бургундия в Дижон.
През 1432 г. херцог Вилхелм III от Бавария го прави свой управител (Verweser). През 1434 г. херцог Филип III от Бургундия го прави свой съветник и камерхер.
През 1437 г. в служба на австрийския херцог той става фогт в Зундгау, Елзас и Брайзгау. Като фогт Вилхелм е намесен във войната на император Фридрих III против швейцарските айдгеноси. След австрийската загуба в битката при Св. Якоб (1443) Вилхелм, по нареждане на императора, моли френския крал Шарл VII за помощ, и той изпраща 40 000 наемници, така наречените арманяки.
На 21 юни 1441 г., заради големи финансови задължения, Вилхелм се отказва от управлението в полза на още малолетните му синове Рудолф IV и Хуго. Граф Йохан фон Фрайбург-Нойенбург поема като опекун управлението.

## Фамилия
Вилхелм се жени за Елизабет (1422 – 1458), дъщеря на граф Вилхелм V фон Монфор-Брегенц († 1422) и Кунигунда фон Тогенбург († 1426/1436). Заради разточителния му живот те се разделят през 1436 г. Те имат децата:
- Рудолф IV (* 1426/1427, † 1487)
- Хуго († 1444)
- Урсула († пр. 26 април 1485, погребана в манастир Лангнау), става I. пр. 21 октомври 1437 г. втората съпруга на Якоб I фон Валдбург-Траухбург „Златния рицар“ († 1460), II. на 28 юни 1467 г. на граф Улрих IV фон Монфор-Тетнанг († 1495)